# Anton Hänggi
Anton Hänggi, né le 15 janvier 1917 à Nunningen et mort le 21 juin 1994 à Fribourg a été évêque catholique de Bâle de 1968 à 1982.

## Biographie
Le fils de fermier étudia au séminaire de Lucerne et de Rome, avant d'être ordonné prêtre par Franziskus von Streng le 2 juillet 1941. Après un vicariat à Brugg, il étudie de nouveau à l'université de Fribourg (Suisse) à partir de 1944 et y obtient son doctorat en théologie en 1947. De 1954 à 1956, il étudie la liturgie à Rome et à Trèves et enseigne cette matière à partir de 1961 comme professeur à Fribourg, en Suisse. Il a participé en tant qu'expert théologique au concile Vatican II.
Le 4 décembre 1967, Anton Hänggi est élu évêque de Bâle. Après confirmation par Paul VI, son prédécesseur, Franziskus von Streng, l'ordonne comme évêque le 11 février 1968. Anton Hänggi a été président de la Conférence épiscopale suisse de 1976 à 1977.
Le 21 juin 1982, Anton Hänggi démissionne de son poste. En 1984, il reçoit un doctorat honorifique de l'université de Bâle et en 1985 de l'université pontificale de Sant'Anselmo à Rome.